# يوري بورزاكوفسكي
يوري بورزاكوفسكي (بالروسية: Борзаковский, Юрий Михайлович) مواليد 12 أبريل 1981 في روسيا، الاتحاد السوفيتي، هو عداء روسي متخصص في 800 متر. أفضل رقم شخصي له هو 45.84 (400 م) و1:42.47 (800 متر). شارك في دورة الألعاب الأولمبية وحصل على الميدالية الذهبية.

## الميداليات
| الميدالية | المسابقة                                    |
| --------- | ------------------------------------------- |
| ذهبية     | الألعاب الأولمبية الصيفية 2004              |
| فضية      | بطولة العالم لألعاب القوى 2003              |
| فضية      | بطولة العالم لألعاب القوى 2005              |
| برونزية   | بطولة العالم لألعاب القوى 2007              |
| برونزية   | بطولة العالم لألعاب القوى 2011              |
| ذهبية     | بطولة العالم لألعاب القوى داخل الصالات 2001 |
| برونزية   | بطولة العالم لألعاب القوى داخل الصالات 2006 |
| ذهبية     | بطولة أوروبا لألعاب القوى 2012              |
| ذهبية     | بطولة أوروبا لألعاب القوى داخل الصالات 2000 |
| ذهبية     | بطولة أوروبا لألعاب القوى داخل الصالات 2009 |

## روابط خارجية
- يوري بورزاكوفسكي على موقع الاتحاد الدولي لألعاب القوى (الإنجليزية)
- يوري بورزاكوفسكي على موقع الدوري الماسي (الإنجليزية)
- يوري بورزاكوفسكي على موقع اللجنة الأولمبية الدولية (الإنجليزية)
- يوري بورزاكوفسكي على موقع أوليمبيديا (الإنجليزية)